# Акай Нусіпбекова
Ака́й Нусіпбе́кова (каз. Акай Нүсіпбеков) — село у складі Кегенського району Алматинської області Казахстану. Адміністративний центр Карабулацького сільського округу.
До 2010 року село називалось Кішижаланаш, а у радянські часи — Малий Жаланаш.
Населення — 1510 осіб (2021; 900 у 2009, 734 у 1999, 833 у 1989).